# فاو بحري
قرية فاو بحرى هي إحدى القرى التابعة لمركز دشنا في محافظة قنا في جمهورية مصر العربية. حسب إحصاءات سنة 2006، بلغ إجمالي السكان في فاو بحرى 21620 نسمة، منهم 11100 رجل و10520 امرأة.